# 転用石

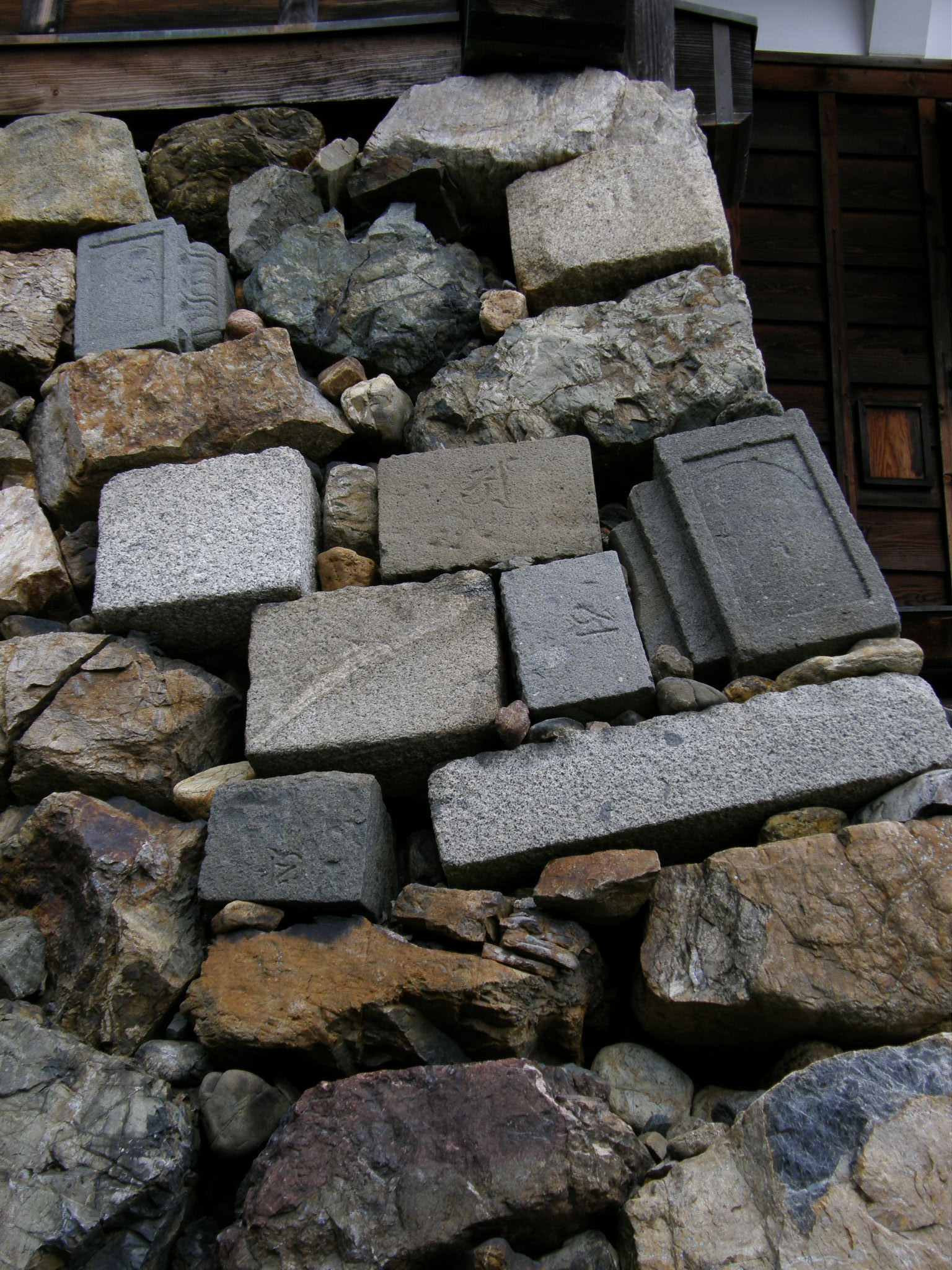
福知山城の転用石

転用石（てんようせき）は、戦国時代・江戸時代の日本の城において築城に際し、当初は他の目的で使用されていた石が石垣に転用されたもの。

## 概要
転用石を使用する第一の目的は、築城に際して急遽多量の石が必要になるための石不足であったと考えられるが、ほかに敵の武将の墓石を使用することで己の権力を誇示するため、城を守護するためなどの理由が考えられている。墓石、石仏、宝篋印塔、燈籠、五輪塔、石臼などが多く使われ、寺院や旧領主の墓地から集められた。福知山城や大和郡山城では特に多く使用され、福知山城では見える場所だけでも450個から500個が確認されているほか、再建工事時に約300個が発掘され、その一部が城内に展示されている。姫路城乾小天守北側の石垣には石臼が、大坂城本丸石垣には近くの老婆が寄進されたとされる石臼がそれぞれ見られる。酒船石遺跡・鬼の爼・鬼の雪隠などは、高取城の築城時に転用のため加工・移動された可能性がある。
石垣をつくるため、墓石や民家の礎石だけでなく石仏までかき集めたというのは、領主にとって名誉な話ではない。敵から没収したものなら自慢にもなるが、ほとんどは領民から取り上げたものである。すなわち、石材を揃えられなかった事実は資金に窮していたことの証である。やむを得ないことであるなら、見えない部分である地面や水面の下になる箇所に使用すればよい。ところが、転用石の多くはわざわざ正面中央部や角の部分など、人目につく部分に使用されている。城には物理的な強さだけでなく、多くの人の力を結集したという事実にもとづく呪術的な強さが必要というのが戦国時代の考え方であり、領民から集めた石を石垣にしたのはその現れだったとも考えられている。墓石や石仏には人々の先祖代々の思念や信仰の力が籠もっているため、石垣の素材としては最適という考えが成り立つ。転用石をよく見える場所に置くのは、領主と領民が一体となったことを誇示するものであり、石を提供した領民へのサービスであったという見方もなされている。

## 転用例

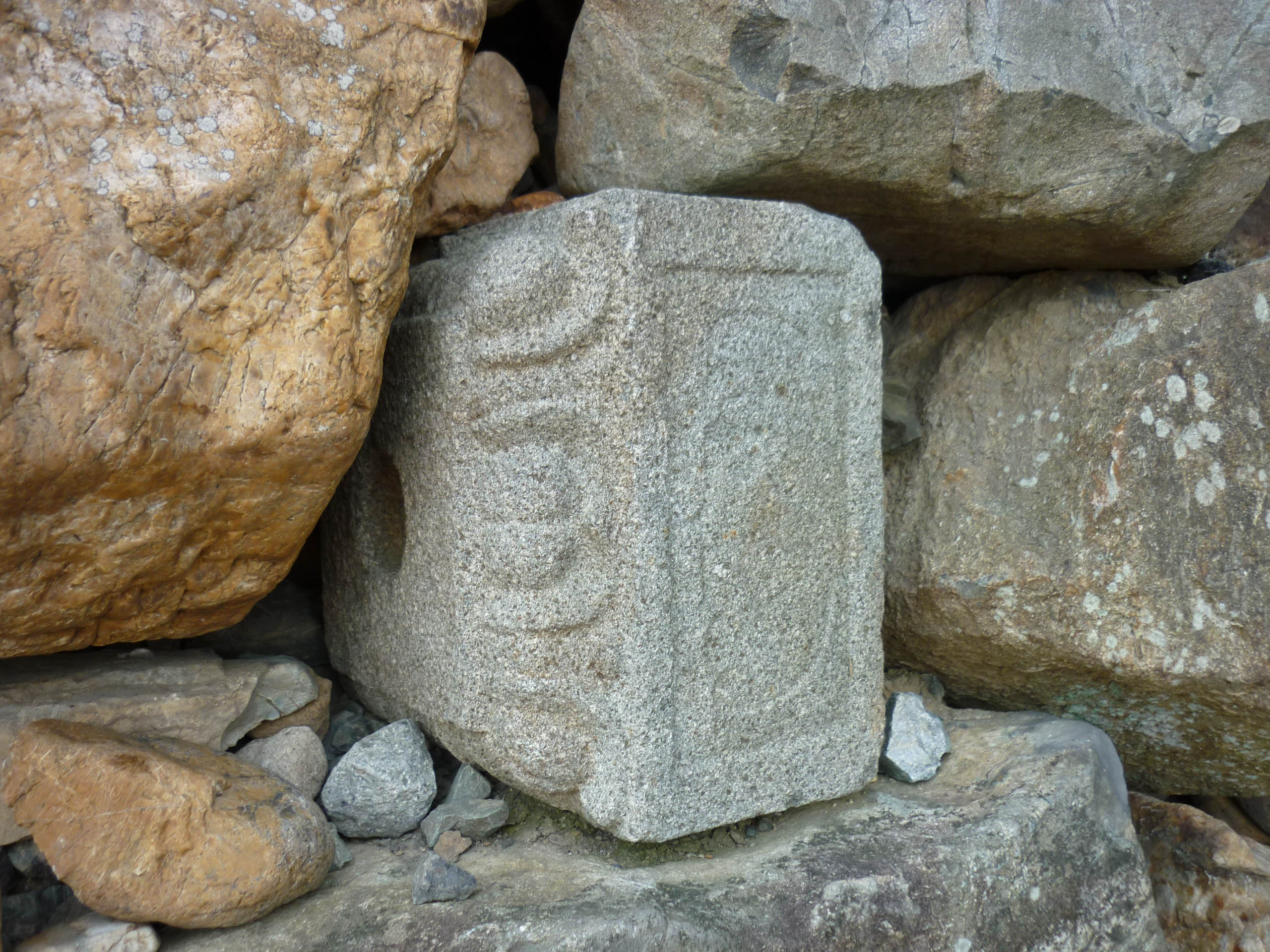
福知山城石垣
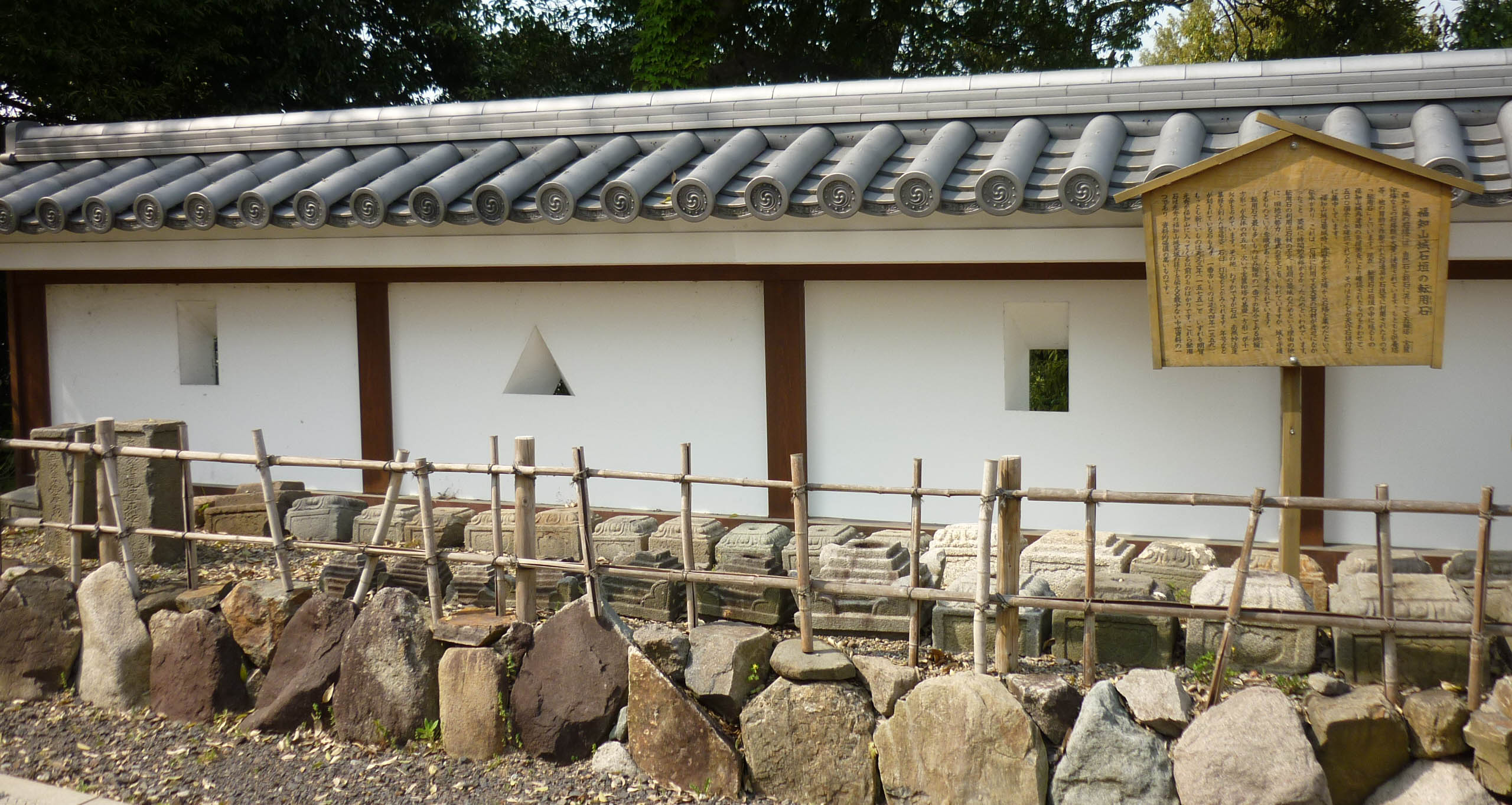
福知山城（発掘で判明した物）
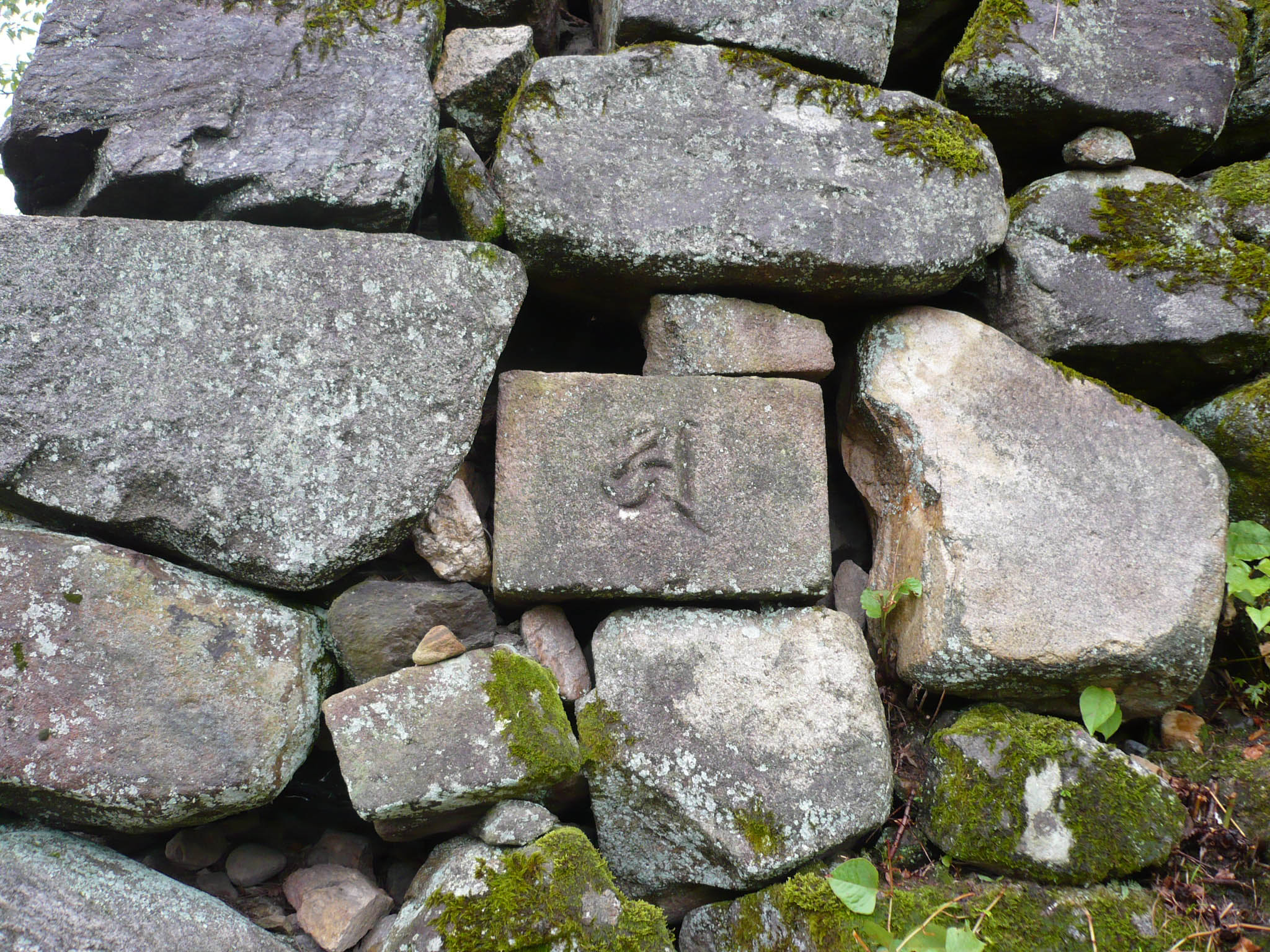
郡山城（梵字の刻印）
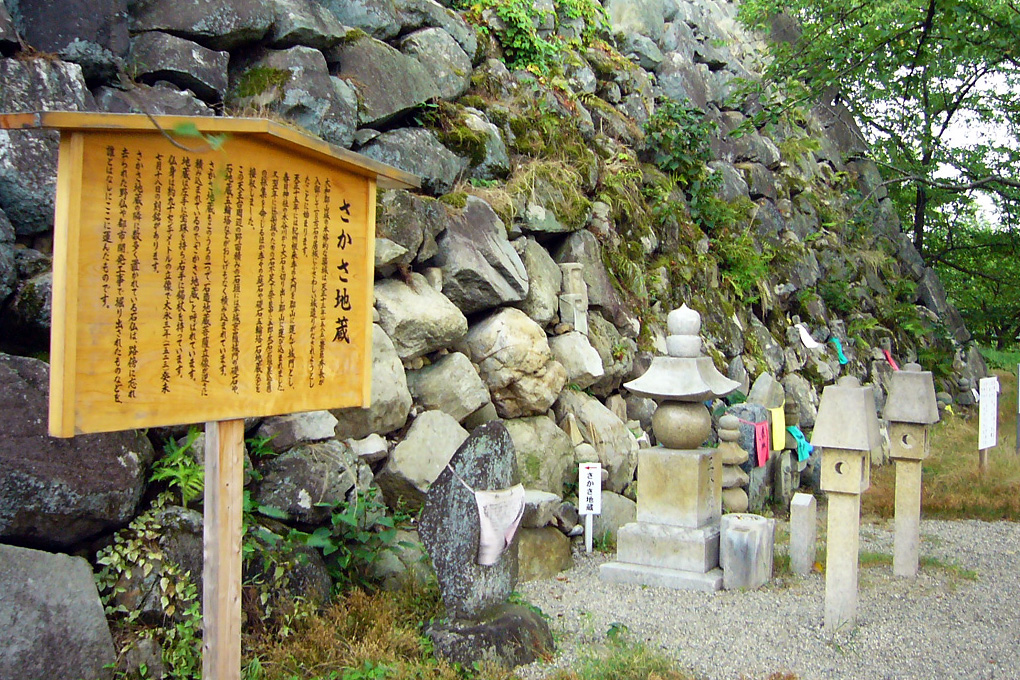
郡山城（さかさ地蔵）
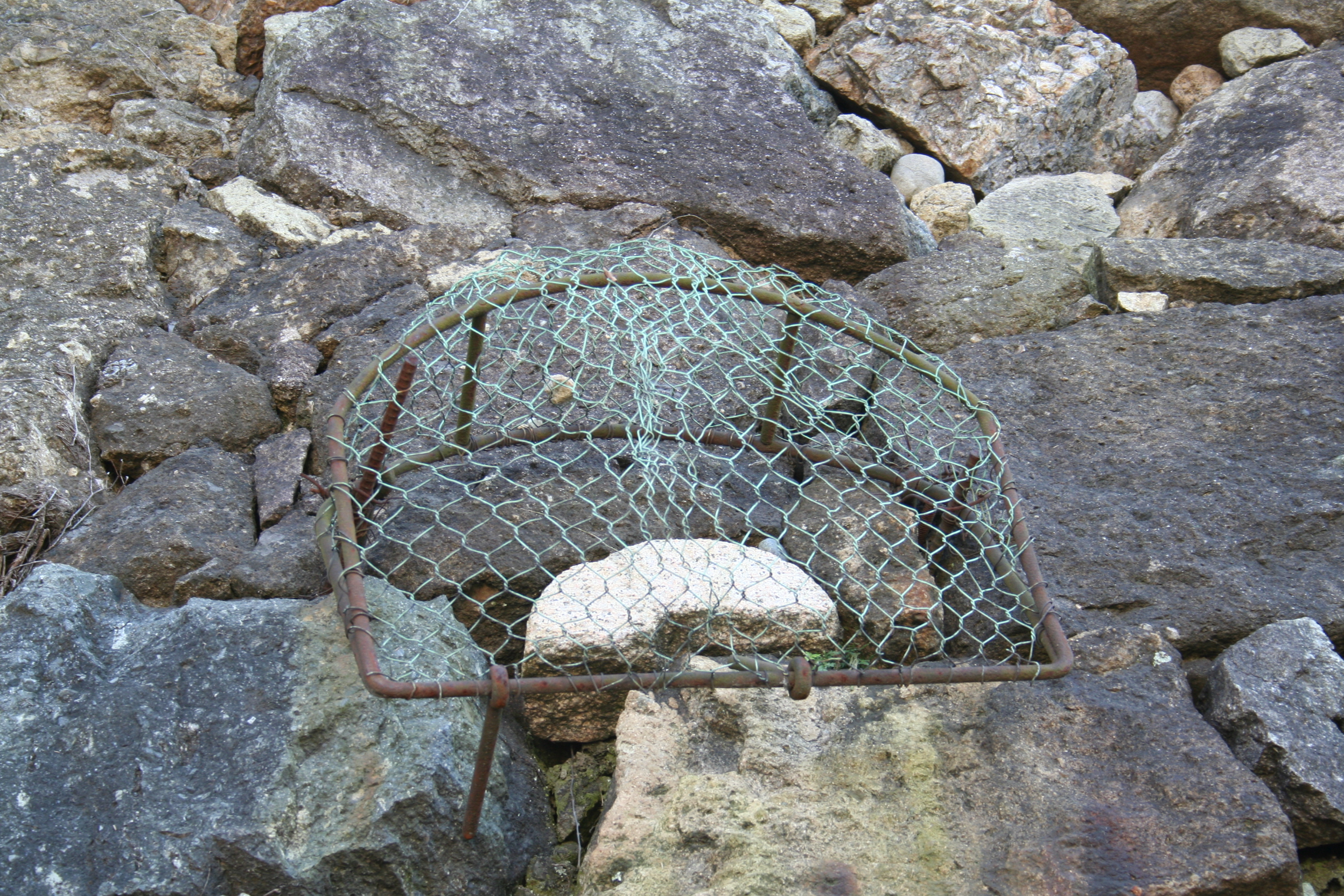
姫路城石垣（通称：姥が石）
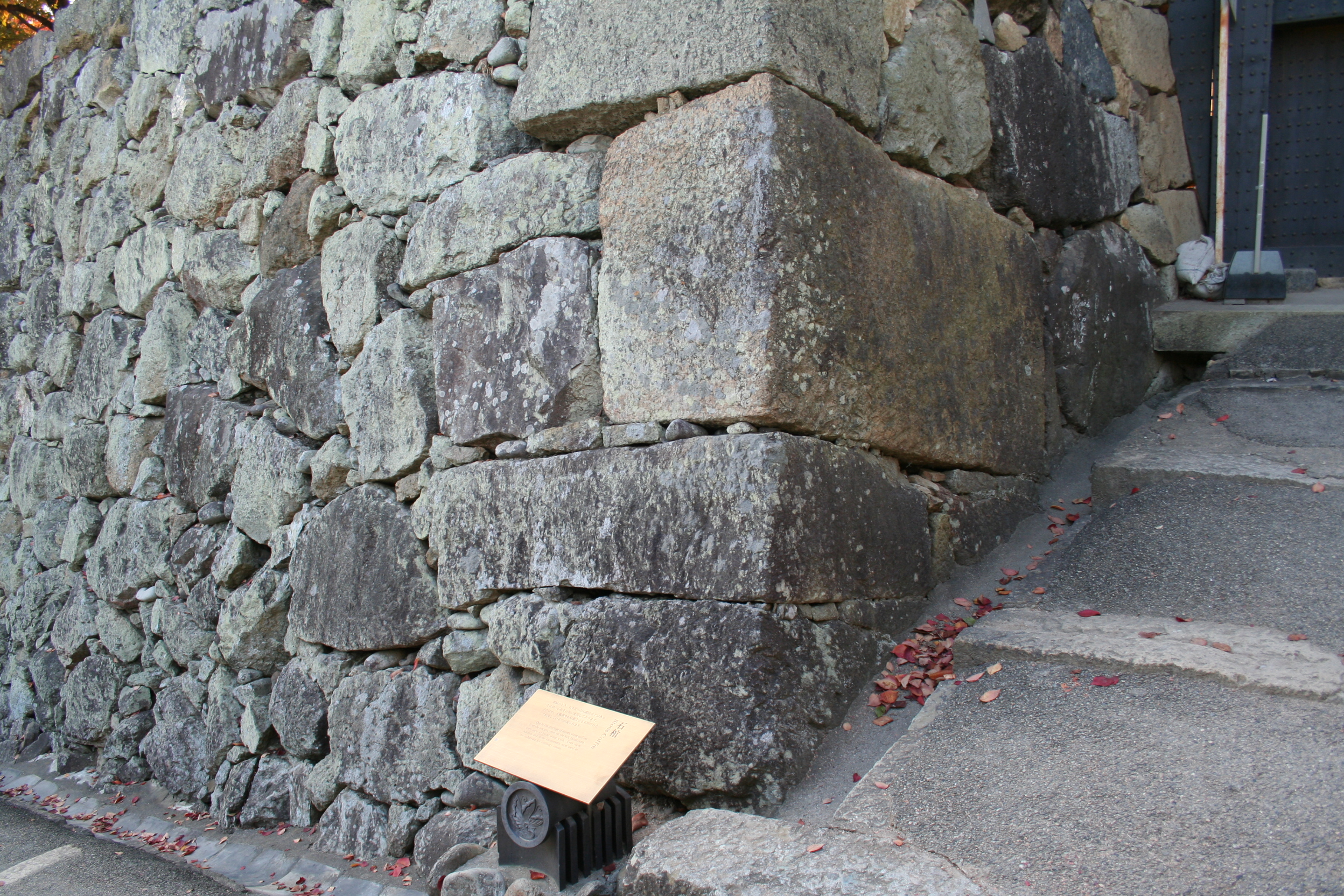
姫路城（石棺）
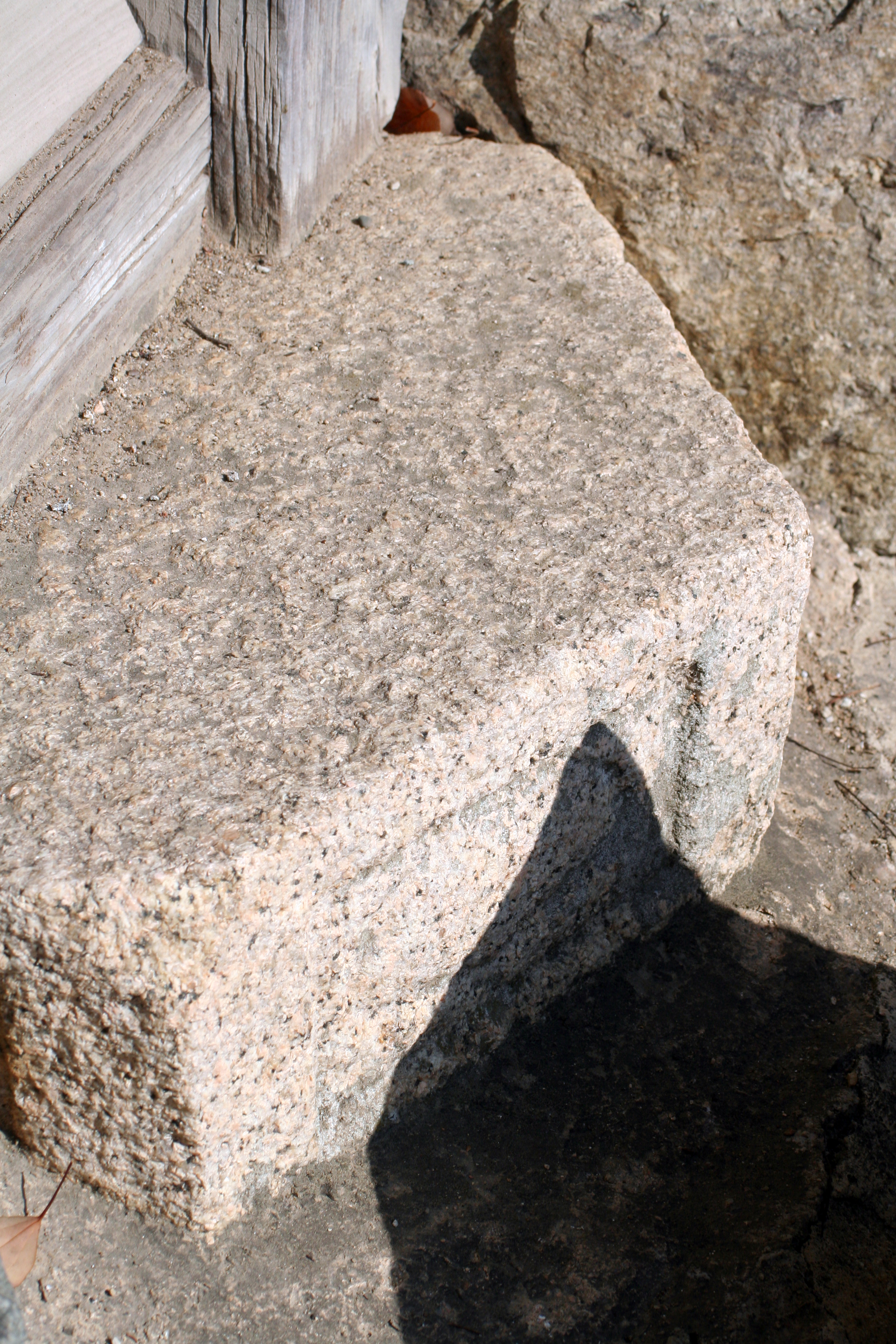
姫路城門柱（灯籠台）

## 参考サイト
- 両丹日日新聞（2009年3月15日のニュース）